# Chemical Abstracts Service
Chemical Abstracts Service (CAS) é uma divisão da Sociedade Americana de Química (American Chemical Society) que produz os Chemical Abstracts, um indexo da literatura científica sobre a química e os ramos coligados. Os Chemical Abstracts são publicados desde 1907. A CAS mantém também o registro CAS, uma base de dados de substâncias químicas. Cada substancia desta base de dados recebe um número CAS único e estes números são muitas vezes utilizados para descrever de maneira única as substâncias químicas. Além disso, as substâncias recebem um nome de índice CA único que é construído segundo as regras rígidas de nomenclatura. Para facilitar a procura de compostos próximos, o grupo funcional o mais importante da substancia é nomeado em primeiro lugar, seguido das modificações; existem algumas outras diferenças entre os nomes de índice CA e a nomenclatura IUPAC.
As diversas bases de dados criadas pelo CA são propriedades deles e vendidas às empresas ou as bibliotecas universitárias. CAS está sediada em Columbus, Ohio.
O CAS é um serviço de indexação de periódicos científicos na área de química, sendo considerado o serviço de indexação mais completo na área da química. Quando uma nova edição de um jornal que está indexado no CAS é lançada, todas as moléculas mostradas no artigo, dados bibliográficos e as principais palavras-chave são inseridas no banco de dados do CAS, que pode ser consultado via internet, através do software SciFinder ou em bibliotecas que assinem o serviço em CD ou em fascículos.
Desde 5 de Abril de 2005 a CAPES os assinantes do CAS são as universidades participantes do Portal Periódicos têm acesso ao CAS através do SciFinder.